# Погнали (телесериал)
«Погна́ли» — российский комедийно-приключенческий телесериал. Производством проекта занималась компания Art Pictures Vision при участии Varvar Studio.
Премьера сериала состоялась 6 июля 2020 года на телеканале СТС.
Заключительная серия вышла в эфир 30 июля 2020 года.
Сериал стал последней работой в фильмографии рэпера Децла.

## Сюжет
Эдик и Алла Осины вместе со своими тремя детьми и подругой старшего сына отправляются в автопутешествие из Красноярска в Минск для того, чтобы младшая дочь Варя смогла принять участие и одержать победу в ежегодном международном конкурсе народной песни «Лебёдушка». На пути героям встретятся необычные попутчики и увлекательные приключения.

## Персонажи

### В главных ролях
| Актёр               | Роль                                                |
| ------------------- | --------------------------------------------------- |
| Михаил Трухин       | Эдуард Евгеньевич Осин                              |
| Ольга Медынич       | Алла Осина                                          |
| Артём Фадеев        | Кирилл Эдуардович Осин старший сын Осиных           |
| Александр Булатов   | Пётр Эдуардович Осин (Петя) младший сын Осиных      |
| Виталия Корниенко   | Варвара Эдуардовна Осина (Варя) младшая дочь Осиных |
| Александра Киселёва | Дарья Игоревна (Даша) подруга/девушка Кирилла       |
| Дмитрий Лысенков    | Виктор Евгеньевич Осин младший брат Эдуарда         |

### В ролях
| Актёр                             | Роль                                                               |
| --------------------------------- | ------------------------------------------------------------------ |
| Сергей Епишев                     | Валерий (Валера) подчинённый Фёдора Михайловича, брат Гоши         |
| Максим Костромыкин                | Георгий (Гоша) подчинённый Фёдора Михайловича, брат Валеры         |
| Владимир Зайцев                   | Фёдор Михайлович криминальный босс, владелец музыкального магазина |
| Дмитрий Гусев                     | Степан Александрович Ракитин старший следователь                   |
| Ирина Пегова (15, 16 серии)       | Наталья мама Даши                                                  |
| Децл (15 серия)                   | камео, рэп-исполнитель                                             |
| Галина Петрова (18, 20, 21 серии) | Света мама Аллы, актриса                                           |

## Производство
Съёмки сериала проходили с сентября 2018 года по июнь 2019 года в Москве, Жуковском, Краснодарском крае, Республике Адыгея и Ростовской области.
Создателям сериала потребовалось два ретроавтобуса Volkswagen, один из которых разобрали для сцен в павильоне, а другой использовали для съёмок проездов.
Переозвучание сериала проходило во время пандемии COVID-19 по WhatsApp. Актёры записывали реплики своих героев на диктофон и высылали звуковые дорожки создателям.

## Список сезонов
| Сезон | Сезон | Серии | Период трансляции |
| ----- | ----- | ----- | ----------------- |
|       | 1     | 21    | 6 — 30 июля 2020  |

## Создатели сериала
Производитель — компания «Art Pictures Vision» при участии «Varvar Studio».

### Съёмочная группа
- Генеральные продюсеры — Сергей Арланов, Фёдор Бондарчук, Дмитрий Табарчук, Вячеслав Муругов, Максим Рыбаков и Антон Федотов
- Продюсеры — Владимир Неклюдов, Сергей Маевский и Николай Акопов
- Режиссёры-постановщики — Илья Казанков, Филипп Коршунов и Евгений Барулин
- Авторы сценария — Владислав Длянчев, Анна Шлякова, Вадим Сотников, Алёна Гуляшко, Никита Янковой, Алексей Сурков и Семён Лобанов
- Операторы-постановщики — Сергей Дышук, Алексей Петренко
- Художники-постановщики — Максим Ривака, Мария Утробина
- Композитор — Джонни Дав
- Художник по костюмам — Елена Корман
- Художники по гриму — Лариса Ситникова, Екатерина Ковешникова
- Режиссёры монтажа — Юрий Чернов и Игорь Отдельнов
- Кастинг-директор — Елена Внутских
- Исполнительный продюсер — Александр Коровин
- Креативные продюсеры — Михаил Синёв, Владислав Длянчев, Анна Шлякова и Юрий Овчинников

## Рейтинги
На неделе с 20 по 26 июля 2020 года сериал занял второе место в ТОП-20 российских сериалов онлайн от «Фильм Про».

## Мнения о сериале
Сериал получил неоднозначные оценки зрителей, критиков и журналистов.
- Леонид Кискаркин, Anews:

Сериал "Погнали" похож на курицу-гриль, которую закинули в багажник в начале автопробега от Красноярска до Минска, а достали только в самом конце. Вы не захотите такое есть, даже если будете очень голодными.
- Глеб Губарев, «Комсомольская правда»:

Вопреки предстартовым ожиданиям, "Погнали" оказывается вполне стандартной семейной комедией в духе канала СТС, и попыткой копнуть поглубже здесь даже не пахнет.
- Евгений Лазаренко, TV Mag:

Вообще здесь всё на своём месте, включая Децла, который ещё много мог бы успеть на экране, и Дмитрия Лысенкова, чей жуликоватый Витя повышает градус комедии, переводя её в разряд криминальных. Неплохой старт — погнали дальше.